# Opera Window

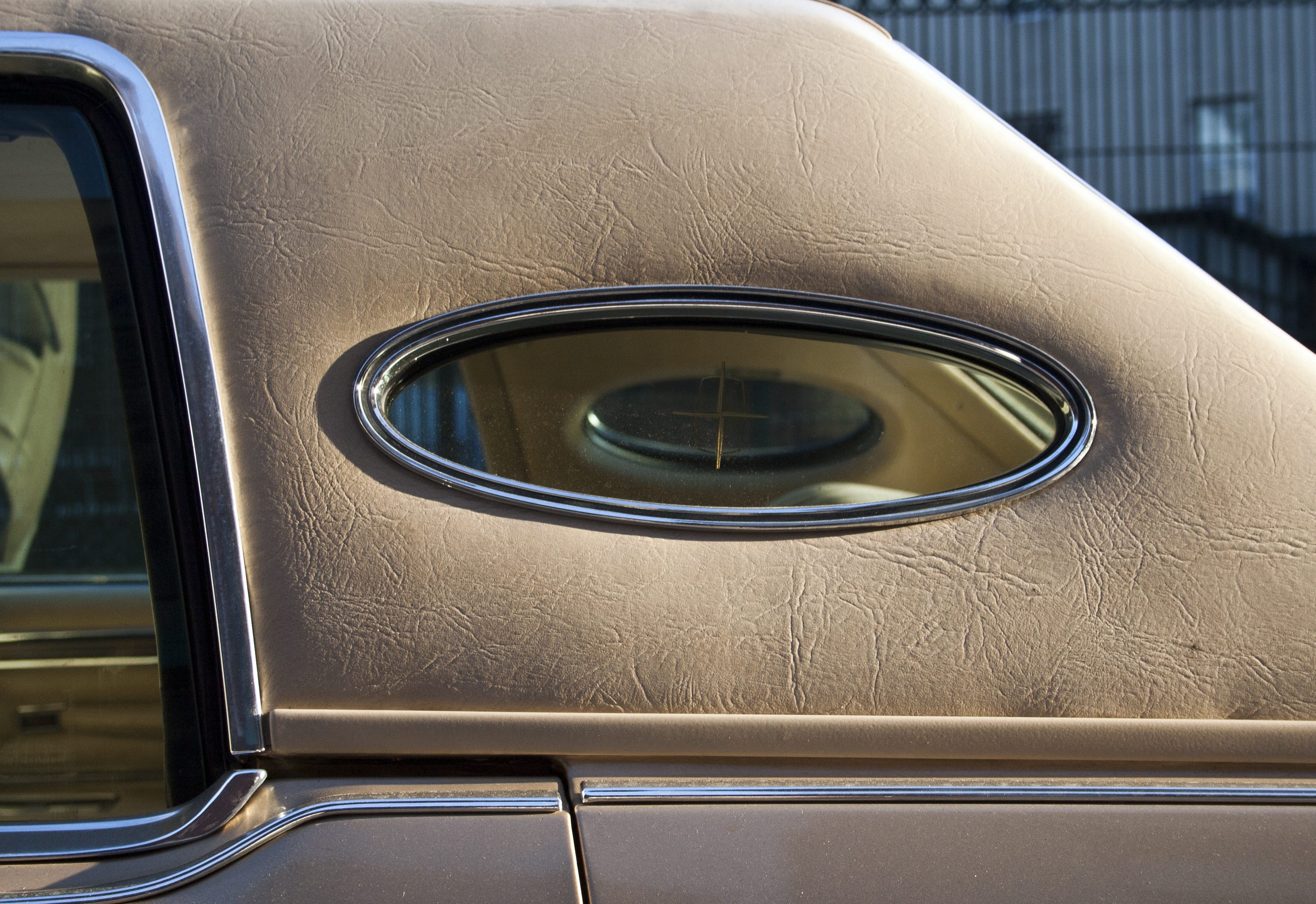
Het operaraam van een Lincoln Continental Town Car uit 1979

Het Opera Window (Nederlands: operaraam) is een stijlelement in de voertuigbouw. Het is een klein vast raam gemonteerd in de C-stijl van personenwagens. Meestal werden Opera Windows geïnstalleerd in combinatie met vinyldaken. Dit was met name het geval bij Amerikaanse autofabrikanten in de jaren zeventig.
Operaramen, een stijlkenmerk dat ontleend werd aan paardenkoetsen, werden veelvuldig gebruikt in de carrosserie-ontwerpen uit het interbellum. In de jaren dertig van de twintigste eeuw geraakten ze in onbruik.
De meest opvallende terugkeer was de "patrijspoort" in de Ford Thunderbird uit 1956-1957, die als optie beschikbaar was om het zicht naar achteren te verbeteren wanneer de verwijderbare hardtop gebruikt werd.
In het begin van de jaren zeventig verschenen operaramen opnieuw in voertuigen als de Lincoln Continental Mark IV uit 1972. Daar werden ze aanvankelijk als optie aangeboden, maar toch werden ze door de meeste kopers besteld. Bijzonder aan de Continental was dat er in het interieur, naast de leeslampen, ook verlichting was voor het operaraam.
Bijna alle voertuigen uit het segment van de personal luxury car beschikten over operaramen, doorgaans in combinatie met een vinyldak. Operaraamvarianten werden meestal gebruikt op tweedeurs hardtop- of coupémodellen, gaande van zuinige compacte modellen tot de topmodellen. 
Sommige auto's hadden daarnaast ook nog een zogenaamd operalicht dat aan de buitenkant van de B-stijl of de C-stijl gemonteerd werd en samen met de buitenverlichting brandde.

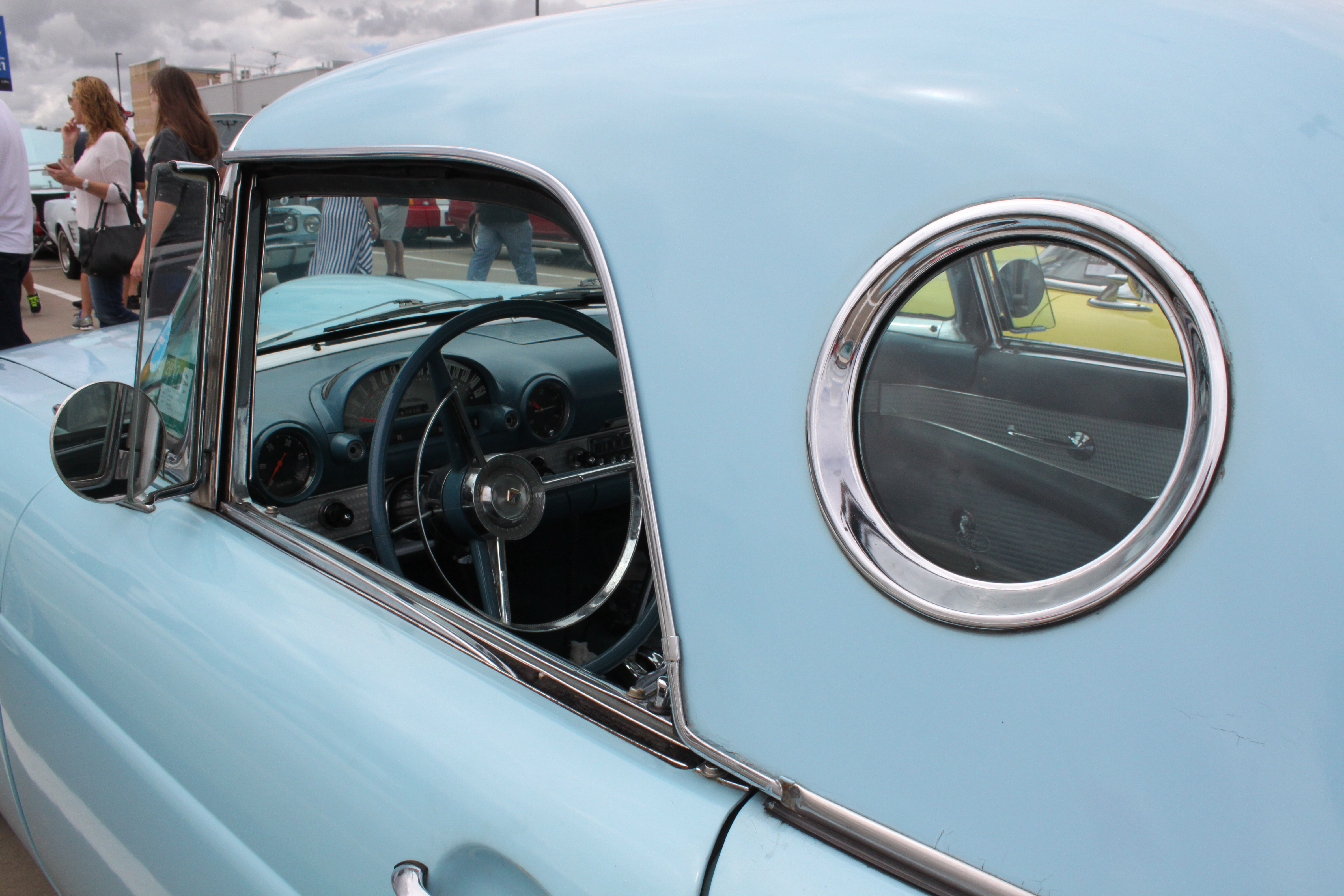
Ford Thunderbird (1956)
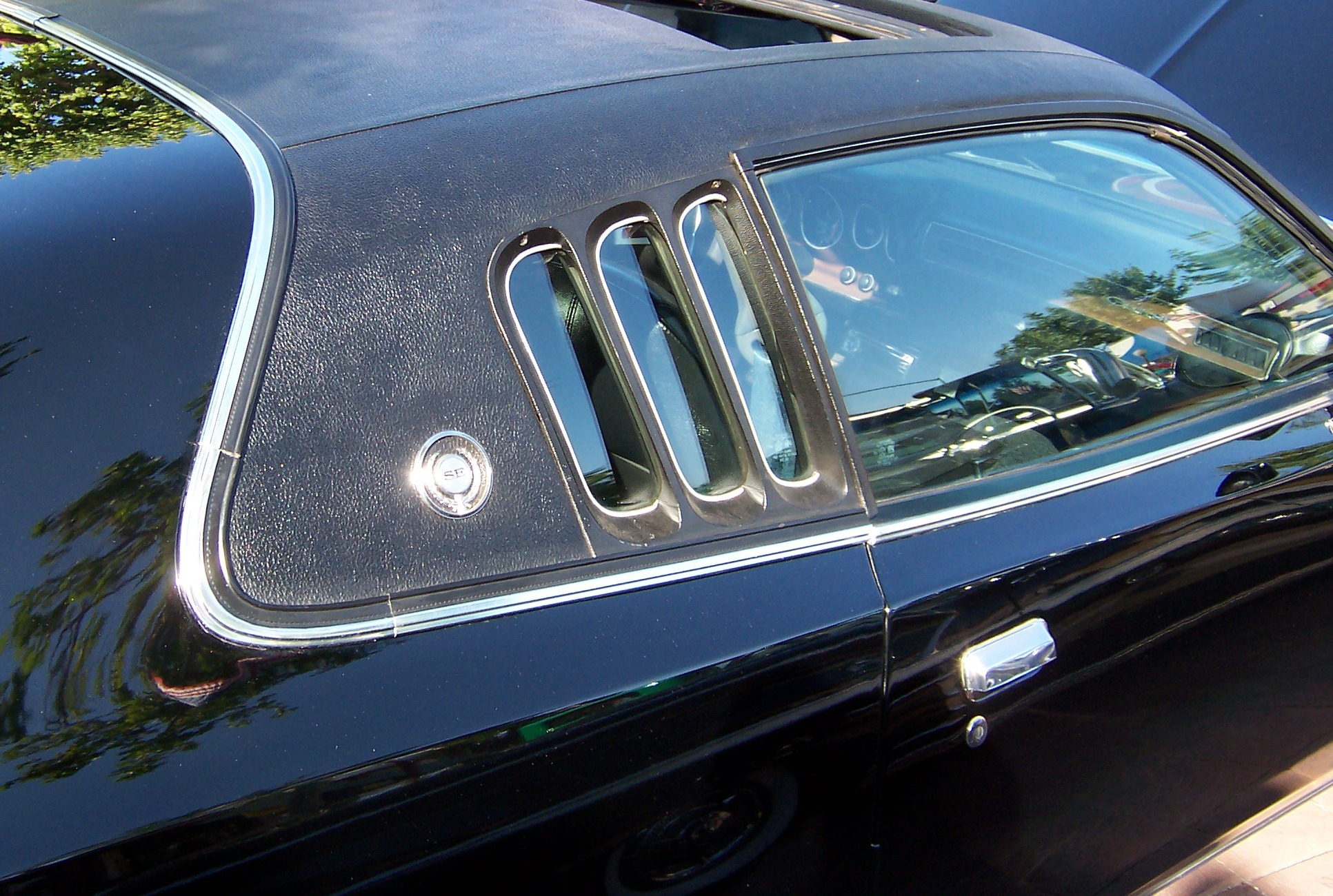
Dodge Charger SE coupé (1973)
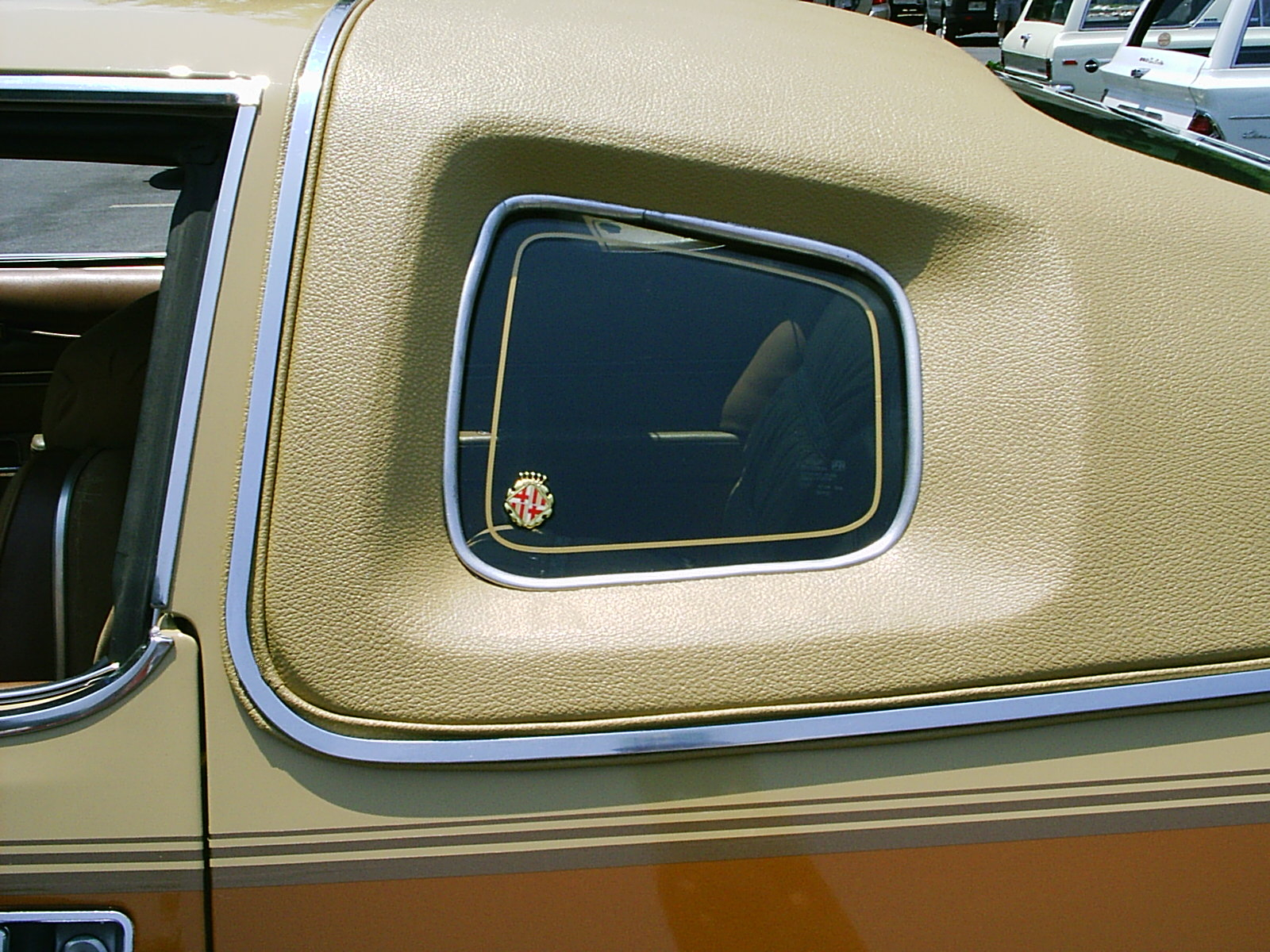
AMC Matador Barcelona coupé (1977)
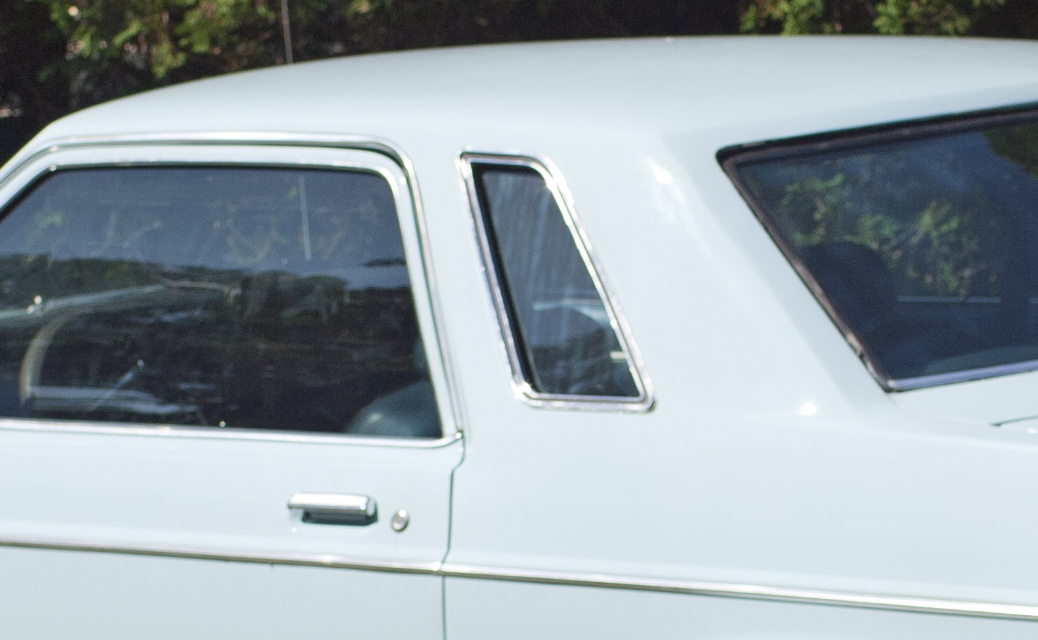
Mercury Monarch (1977)
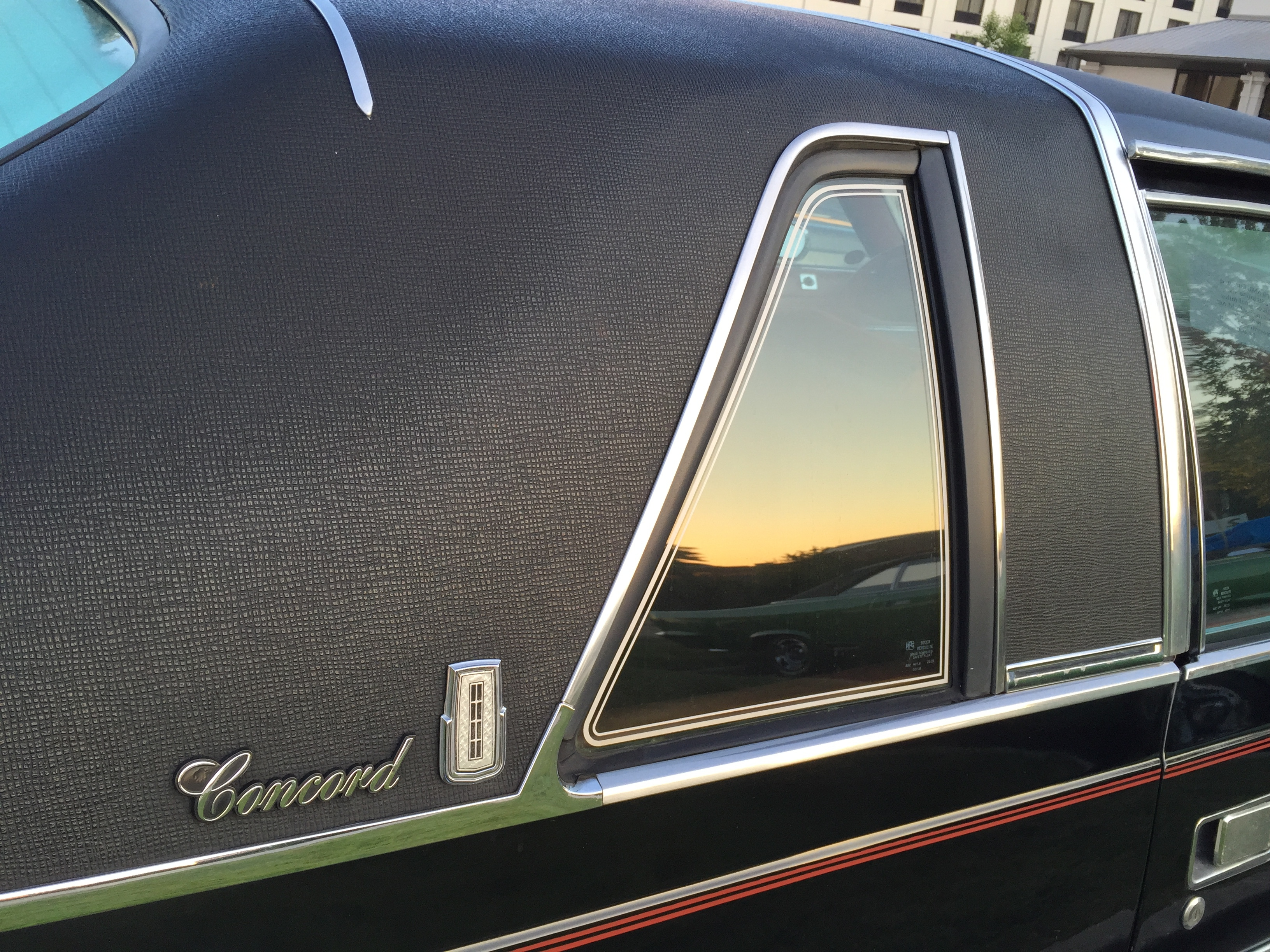
AMC Concord (1979)
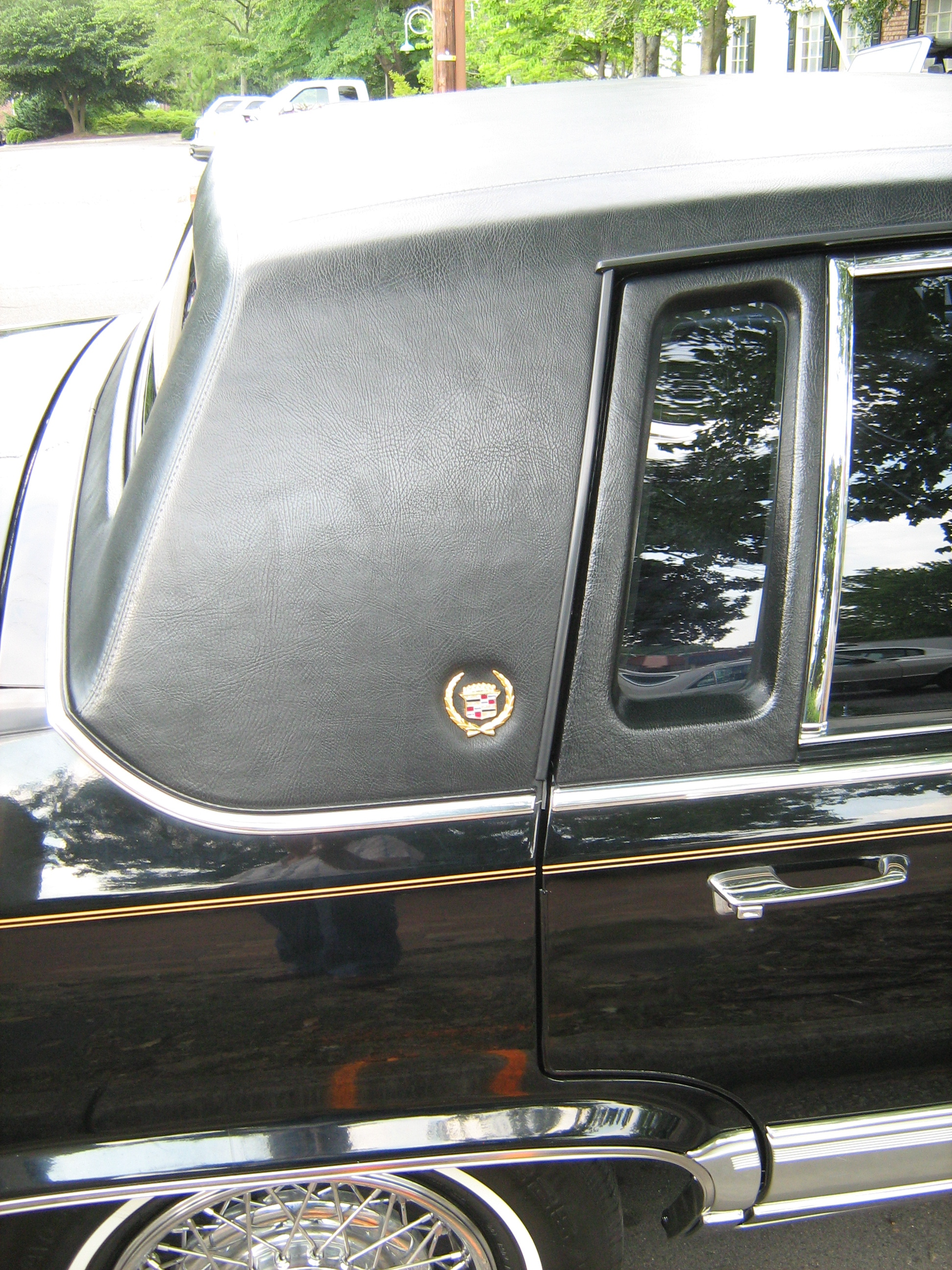
Cadillac Brougham (1991)